# Борок (Крупський район)
Борок (біл. вёска Барок) — село в складі Крупського району Мінської області, Білорусь. Село підпорядковане Хотюхівській сільській раді, розташоване в східній частині області.
Рішенням Мінської обласної ради депутатів від 28 травня 2013 року, щодо змін адміністративно-територіального устрою Мінської області, село Борок, уже колишньої Нацької сільської ради, підпорядковане Хотюхівській сільській раді.